# 田上一秀
田上 一秀（たのうえ かずひで、1947年7月23日 - ）は、宮崎県出身の元プロ野球選手（投手）。

## 来歴・人物
都城農業高時代は、1965年のプロ野球ドラフト会議で西鉄ライオンズから10位指名を受けた坂元健投手の控えであった。打撃が良いので、一塁手で三番も務めた。
1965年夏の甲子園大会予選一回戦、対妻高戦（延長18回引き分けと再試合の2試合）で10打数7安打を記録し有名になった。
読売ジャイアンツや近鉄バファローズなどもマークしていたが、社会人野球の電電関東入りが内定していたので12球団とも選択リストには入れなかった。だが、1965年のドラフト外で南海ホークスに入団。
上手からの本格派。金田を思わせる身長だったが、コントロールが悪く、一軍公式戦に出場することはなく、退団した。

## 詳細情報

### 年度別投手成績
- 一軍公式戦出場なし

### 背番号
- 48 （1966年 - 1967年）